# Peperomia inaequalifolia
Peperomia inaequalifolia (congona o canelón) es una planta de la familia Piperaceae endémica de Colombia, Ecuador y Perú. Es una planta considerada medicinal dentro de la medicina tradicional peruana.

## Descripción
Peperomia inaequalifolia, es una planta herbácea suculenta, que crece en lugares húmedos de la sierra. Mide hasta 50 cm de altura, posee un tallo circular, nudoso y ramificado. Las hojas son de color verde brillante muy hidratadas, redondas, las basales de mayor tamaño que las superiores, opuestas y con el margen entero. Las flores son de color verdoso y dan lugar a un fruto pequeño

## Taxonomía
Peperomia inaequalifolia fue descrita por Ruiz & Pav. y publicado en Flora Peruviana, et Chilensis 1: 30, pl. 46, f. a. en 1798.

## Importancia económica y cultural

### Usos medicinales
La medicina popular atribuye a la congona varias propiedades medicinales, por ejemplo, la estimulación cardíaca. El extracto de la planta disuelto en agua alivia el dolor de oído y la gingivitis o estomatitis. También es empleada para aliviar la migraña y tiene propiedades pectorales si se toma como infusión o si se aplican las hojas calientes sobre el pecho como emplasto. Se utiliza tradicionalmente también para la cicatrización de heridas externas, cortes internos postoperaciones; combate la esterilidad, cólicos menstruales, afecciones del posparto, afecciones de los riñones y del hígado; finalmente, un masaje con su extracto fortalece el cabello; es cicatrizante, según muchas personas es un "potente" cicatrizante.

### Farmacología
Contiene cineol y safrol.
Se han comprobado las propiedades antifúngicas y antibacterianas del aceite esencial extraído de las hojas.

## Nombre común
- Congona,[5] cunguna, cuncuna, tigresillo[6]
- congona de Lima, congonita cimarrona de Lima, siempreviva de Huánuco.[7]